# Olchowatka (obwód lipiecki)
Olchowatka (ros. Ольховатка) – wieś (ros. деревня, trb. dieriewnia) w zachodniej Rosji, w sielsowiecie nabierieżańskim rejonu wołowskiego w obwodzie lipieckim.

## Geografia
Miejscowość położona jest nad rzeką Ołym, 4 od centrum administracyjnego sielsowietu nabierieżańskiego (Nabierieżnoje), 19,5 od centrum administracyjnego rejonu (Wołowo), 125 km od stolicy obwodu (Lipieck).
W granicach miejscowości znajduje się ulica Jużnaja (2 posesje).

## Demografia
W 2012 r. miejscowość zamieszkiwały 3 osoby.